# The Demon (film fra 1918)
The Demon er en amerikansk stumfilm fra 1918 af George D. Baker.

## Medvirkende
- Edith Storey som Perdita
- Lew Cody som Jim Lassells
- Charles K. Gerrard som Tom Rearrdon
- Virginia Chester som Lady Lilah Grey
- Mollie McConnell